# Gualtiero Ciola
Gualtiero Ciola (Venezia, 7 giugno 1925 – Caorle, 4 novembre 2000) è stato uno scrittore italiano.
Il suo libro più importante è Noi, celti e Longobardi una ricerca dal carattere pionieristico, prima opera a guardare ai Celti cisalpini come fondatori di una civiltà articolata ed ai Longobardi come a degli antenati, abbandonando l'ottica che li dipinge come violenti invasori. Cìola analizza la storia di questi popoli studiandone l'evoluzione sulla mappa del territorio italiano, regione per regione, la loro cultura e ciò che di essi è stato tramandato nel folklore popolare.

## Biografia
Il padre trentino gli trasmette l'amore verso la cultura mitteleuropea e tedesca.
Compie i primi studi a cavallo tra territorio natale e Merano, dove acquisisce alta considerazione della cultura tirolese e tedesca.
Nella città lagunare studia al ginnasio ed al liceo classico, mostrando particolare interesse per la lingua tedesca. Prima della maturità prende la residenza in provincia di Trento (presso Borgo) e vive presso una famiglia altoatesina a Marlengo per alcuni anni.
All'indomani dell'8 settembre 1943, diciottenne, venuto a conoscenza della possibilità di combattere nell'esercito tedesco,  si arruola volontario nella Luftwaffe. Sostiene la maturità classica come studente-soldato. È distaccato, sino alla fine della guerra, sulle Alpi orientali nella cosiddetta zona operativa denominata Adriatisches Kustenland.
Dopo la guerra si iscrive alla facoltà di Veterinaria dall'Università di Bologna. Lavora prevalentemente in Alto Adige come veterinario. Svolgerà questa attività sino al 1985, anno in cui chiude l'attività e va in pensione. Acquista una casa nei pressi di Tarvisio a Fusine in Valromana (UD), dove fissa la sua residenza.
In questo periodo ha modo di organizzare la ricerca che porterà alla stesura di Noi, Celti e Longobardi, visitando molti borghi dell'Italia del Nord, dalla Valle d'Aosta al Friuli e girando anche nel resto della penisola alla ricerca delle tracce di civilizzazione dell'“epoca delle migrazioni”. Negli anni '80 si avvicina all'Associazione Culturale Mitteleuropa dove collabora per la rivalutazione del passato asburgico del Nord-est.
Nel 1987 esce la prima edizione di Noi, Celti e Longobardi per le Edizioni Helvetia di Venezia. L'edizione andrà presto esaurita, e verrà riedita dieci anni dopo. Il libro viene ritenuto un'opera ispirata da un grande amore ed interesse verso la storia di queste antiche popolazioni, benché scarsamente accademica o organizzata secondo i criteri della ricerca scientifica e filologica, tuttavia, per ammissione dello stesso autore, l'opera va letta secondo il suo spirito assolutamente pionieristico e per il valore aggiunto della ricerca dilettantistica (nel senso che non è mossa da fini di lucro o per la ricerca di prestigio personale in un preciso ambiente culturale).
A cavallo tra anni '80 e '90 collabora con la rivista milanese Orion. Inizia ad assumere lo pseudonimo longobardo di Walto Hari. Nel 1994, per la Società Editrice Barbarossa, editrice di Orion, pubblica uno studio sulla guerra dei contadini tedeschi nell'Europa del Cinquecento.
L'interesse per le specificità etno-culturali dei popoli dell'Italia del nord lo spingono a pubblicare alcuni articoli e lettere sulla rivista Quaderni padani e sul quotidiano la Padania, non sempre orientati sulla linea della Lega Nord. Poco incline a concessioni verso i "poteri forti", la sua assoluta libertà di pensiero e il profondo senso critico lo rendono difficilmente inquadrabile in qualsiasi contesto politico benché, attraverso le sue scelte di vita, abbia manifestato evidenti interessi legati agli accadimenti storici contingenti.
Nel 1995 viene in contatto con la neonata organizzazione Comunità Odinista che raggruppa i fondatori dell'Odinismo nella sua versione di fede ancestrale dei Longobardi. Dal 1995 al 2000 collabora alla pubblicazione della rivista L'Araldo di Thule, alla quale rilascia anche una dettagliata intervista. All'interno di questo gruppo di odinisti viene chiamato con il suo nome longobardo, Walto Hari, e definito affettuosamente come il “Volksvater” (“padre del popolo”).
Dopo una lunga malattia muore a Caorle (VE) il 4 novembre 2000.

## Opere
- Noi, Celti e Longobardi, Edizioni Helvetia, Venezia, 1987, 1997, 2009
- (et. al.), Rivolte e guerre contadine, Società Editrice Barbarossa, 1994
- Der Pufferstaat: lo stato cuscinetto, in Quaderni Padani, n. 5, La Libera Compagnia Padana, Arona (NO), 1996
- Onore a Ezzelino III da Romano, in Quaderni Padani, n. 8, La Libera Compagnia Padana, Arona (NO), 1996
- Il Veneto preromano. Alla ricerca dell'identità, in Quaderni Padani, n. 11, La Libera Compagnia Padana, Arona (NO), 1997
- L'unità etno-culturale della Padania, in Quaderni Padani, n. 12, La Libera Compagnia Padana, Arona (NO), 1997

Articoli sul quotidiano La Padania:
- Politica coloniale sull'esempio degli Stati Uniti (25 febbraio 1997)
- Oreste Del Buono, l'italiano che offende il popolo veneto (30 luglio 1997)
- Prima veneziani e poi cristiani. Avevano costruito un vero Stato laico che non accettava imposizioni dal Papato (7 settembre 1997)
- Longobardi, baluardo del Vecchio Continente. Furono questi “barbari” a impedire che l'Europa venisse stravolta etnicamente e culturalmente (8 febbraio 1998).

Questi articoli sono stati poi ripresi e pubblicati su: Quaderni Padani, n. 71, La Libera Compagnia Padana, Arona (NO), 2007.
Un articolo in ricordo di Gualtiero Ciola è stato pubblicato con il titolo "Un druido padano", a firma di Brenno, su: Quaderni Padani, n. 33, La Libera Compagnia Padana, Arona (NO), 2001.